# La lechera (escultura)
L'escultura urbana coneguda pel nom La lechera, ubicada a la plaça Trascorrales, a la ciutat d'Oviedo, Principat d'Astúries, Espanya, és una de les més d'un centenar que adornen els carrers de l'esmentada ciutat espanyola.
El paisatge urbà d'aquesta ciutat, es veu adornat per obres escultòriques, generalment monuments commemoratius dedicats a personatges d'especial rellevància en un primer moment, i més purament artístiques des de finals del segle xx.
L'escultura, feta de bronze, és obra de Manuel García Linares, i està datada 1996.
Es tracta d'una obra homenatge a les dones que fins als anys setanta del passat segle XX treballaven com lleteres, portant amb els seus burros la llet que distribuïen pel nucli urbà d'Oviedo. És un conjunt escultòric col·locat, directament a terra, amb el que es vol aconseguir la proximitat i familiaritat que aquestes dones tenien amb els ciutadans als quals subministraven la llet.
Pot qualificar-se de ser una composició molt senzilla, d'estil figuratiu, que representa una dona de poble, vestida com antigament ho feien les dones dels llogarets, portant una xicoteta perola a les seves mans i al seu voltant utensilis diversos per a la venda de la llet. L'animal que l'acompanya, el ruc, es representa carregant els bidons de llet, amb les seves potes davanteres lligades, està en actitud de beure per saciar la seva set en una galleda.